# Sam Mendes
Sir Samuel Alexander Mendes CBE (n. 1 august 1965, Reading, Anglia, Regatul Unit) este un regizor englez de teatru și cinema.
S-a născut la Reading, în Anglia, ca fiu al lui Peter Mendes, urmaș al unei familii portugheze protestante care s-a stabilit in trecut în Madeira și Trinidad și Tobago. Bunicul său a fost scriitorul trinidadez
Alfred Mendes.
Cel mai cunoscut film al său este American Beauty (Frumusețe americană, 1999, cu Kevin Spacey), pentru care a câștigat Premiul Oscar pentru cel mai bun regizor.

## Filmografie

### Film
Regizor
| An   | Film                     | Regizor | Producător | Scenarist |
| ---- | ------------------------ | ------- | ---------- | --------- |
| 1999 | American Beauty          | Da      | Nu         | Nu        |
| 2002 | Road to Perdition        | Da      | Da         | Nu        |
| 2005 | Jarhead (Pușcași marini) | Da      | Nu         | Nu        |
| 2008 | Revolutionary Road       | Da      | Da         | Nu        |
| 2009 | Away We Go               | Da      | Nu         | Nu        |
| 2012 | Skyfall                  | Da      | Nu         | Nu        |
| 2015 | Spectre                  | Da      | Nu         | Nu        |
| 2019 | 1917                     | Da      | Da         | Da        |
| 2022 | Empire of Light          | Da      | Da         | Da        |

Producător
- Things We Lost in the Fire (2007)

Producător executiv
- Starter for 10 (2006)
- The Kite Runner (2007)
- Out of the Ashes (2010) (documentar)
- Blood (2012)

### Televiziune
Producător executiv
| An      | Titlu                               | Note                                |
| ------- | ----------------------------------- | ----------------------------------- |
| 2007    | Stuart: A Life Backwards            | Film TV                             |
| 2012    | Call the Midwife                    |                                     |
| 2012    | Richard II                          | Film TV                             |
| 2012    | Henry IV, Part I                    | Film TV                             |
| 2012    | Henry IV, Part II                   | Film TV                             |
| 2012    | Henry V                             | Film TV                             |
| 2014–16 | Penny Dreadful                      |                                     |
| 2016    | The Hollow Crown: Richard III       | Film TV                             |
| 2016    | The Hollow Crown: Henry VI, Part I  | Film TV                             |
| 2016    | The Hollow Crown: Henry VI, Part II | Film TV                             |
| 2017    | Britannia                           |                                     |
| 2018    | Informer                            |                                     |
| 2020    | Penny Dreadful: City of Angels      |                                     |
| 2024    | The Franchise                       | Creator; a regizat primele episoade |